# Държавно устройство на Шри Ланка
Шри Ланка е полупрезидентска република.

## Законодателна власт
Парламентът на Шри Ланка е еднокамарен, състои се от 225 депутати, избрани чрез всеобщи избори и пропорционално представителство за срок от 6 години.